# 600 (liczba)
600 (sześćset) – liczba naturalna następująca po 599 i poprzedzająca 601.

## W matematyce
- 600 jest liczbą Harshada[1]
- 600 jest liczbą proniczną[2]
- 600 nie jest liczbą palindromiczną, czyli liczbą czytaną w obu kierunkach, w pozycyjnych systemach liczbowych od bazy 2 do bazy 16
- 600 należy do trzydziestu sześć trójek pitagorejskich (110, 600, 610), (135, 600, 615), (175, 600, 625), (250, 600, 650), (320, 600, 680),(450, 600, 750), (481, 600, 769), (595, 600, 845), (600, 630, 870), (600, 800, 1000), (600, 910, 1090), (600, 1045, 1205), (600, 1125, 1275), (600, 1178, 1322), (600, 1440, 1560), (600, 1750, 1850), (600, 1827, 1923), (600, 1955, 2045), (600, 2210, 2290), (600, 2464, 2536), (600, 2970, 3030), (600, 3575, 3625), (600, 3726, 3774), (600, 4480, 4520), (600, 4982, 5018), (600, 5609, 5641), (600, 5985, 6015), (600, 7488, 7512), (600, 8990, 9010), (600, 9091, 10009), (600, 14994, 15006), (600, 17995, 18005), (600, 22496, 22504), (600, 29997, 30003), (600, 44998, 45002), (600, 89999, 90001).

## W nauce
- galaktyka NGC 600
- planetoida (600) Musa

## W kalendarzu
Zobacz co wydarzyło się w roku 600, oraz w roku 600 p.n.e.